# 6x4 (نظام دفع)

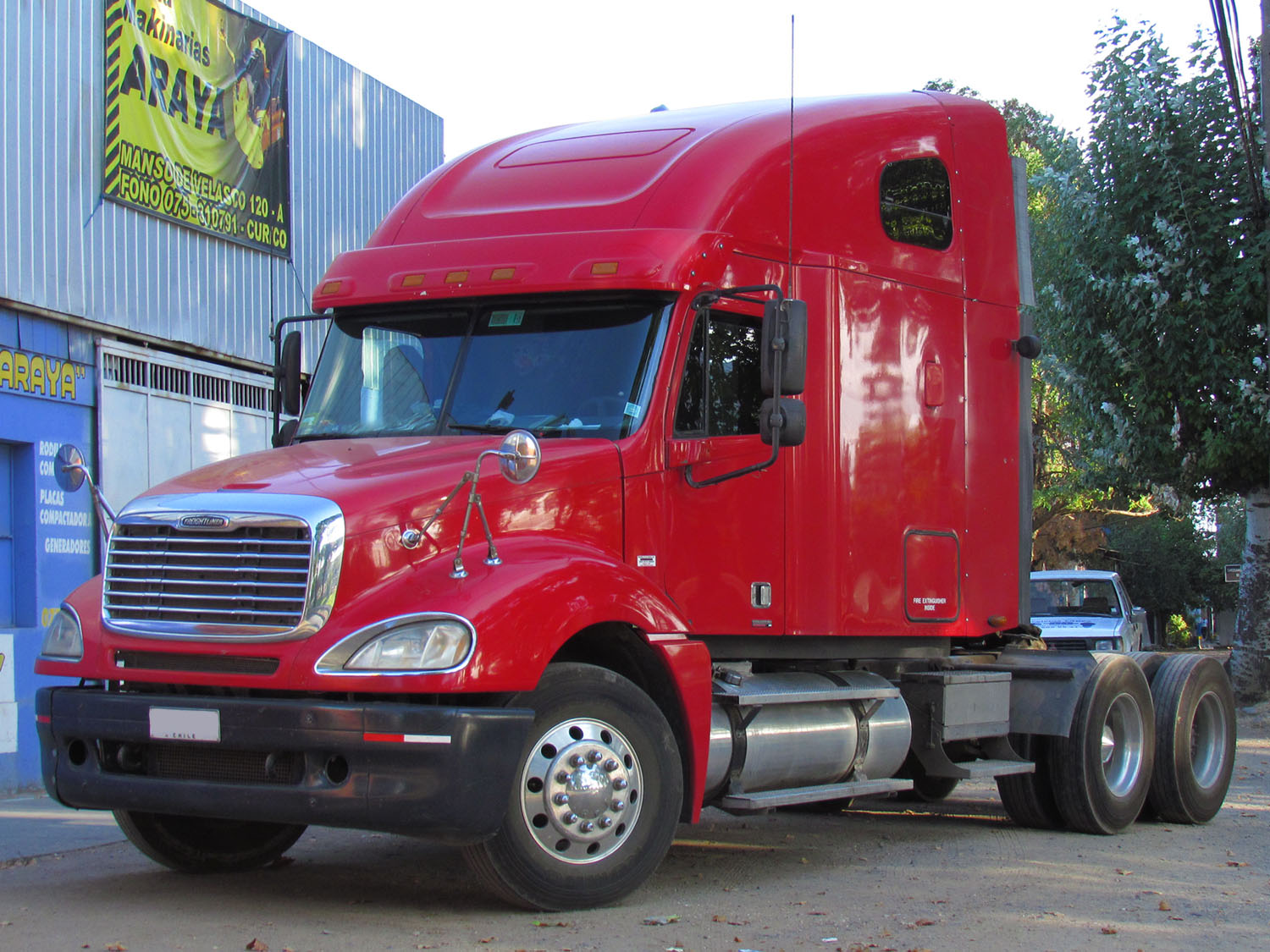
وحدة جرّ بنظام دفع 6×4.

نظام الدفع 6×4 (ستة في أربعة) (بالإنجليزية: 6×4 drivetrain)‏ هو نظام دفع مركبات له ثلاثة محاور، بينما تنقل الطاقة لمحورين من الثلاثة، ويعد هذا النظام شكلًا من أشكال الدفع الرباعي،  وليس نظام دفع كلي.
يشيع استخدامه في وحدات الجر وناقلات البضائع.